# Clotilde (nome)
Clotilde  è un nome proprio di persona italiano femminile.

## Varianti
- Femminili: Clotilda
  - Ipocoristici: Ilde, Tilde
- Maschile: Clotildo[1]

### Varianti in altre lingue
- Catalano: Clotilde
- Croato: Klotilda
- Francese: Clotilde[2], Clothilde[2]
- Germanico: Chlotichilda[2], Clothildis[2]
- Inglese: Clotilda[2]
- Olandese: Clothilde
- Polacco: Klotylda
- Portoghese: Clotilde
- Spagnolo: Clotilde
- Tedesco: Chlothilde
- Ungherese: Klotild[2]

## Origine e diffusione
Dal nome germanico, già di tradizione gotica e burgunda, Chlotichilda (e poi Chlothildis) che, composto dai termini hlud ("fama", "gloria") e hild ("battaglia"), può essere tradotto come "illustre guerriera", "gloriosa in battaglia"..
La sua diffusione è dovuta al culto di santa Clotilde, regina dei Franchi, e in parte al fatto di essere un omaggio alla casa Savoia, in cui il nome era tradizionale.
Può essere abbreviato in Tilde, sebbene questo sia generalmente considerato un ipocoristico di Matilde. 

## Onomastico
L'onomastico si celebra il 3 giugno in memoria di santa Clotilde, regina dei Franchi, che convertì al cristianesimo suo marito Clodoveo I. Si ricordano inoltre con questo nome due beate: Maria Clotilde Angela di San Francesco Borgia, una dei martiri di Valenciennes, il 23 ottobre, e Maria Serafina del S. Cuore, al secolo Clotilde Micheli, il 24 marzo.

## Persone
- Clotilde, regina dei Visigoti

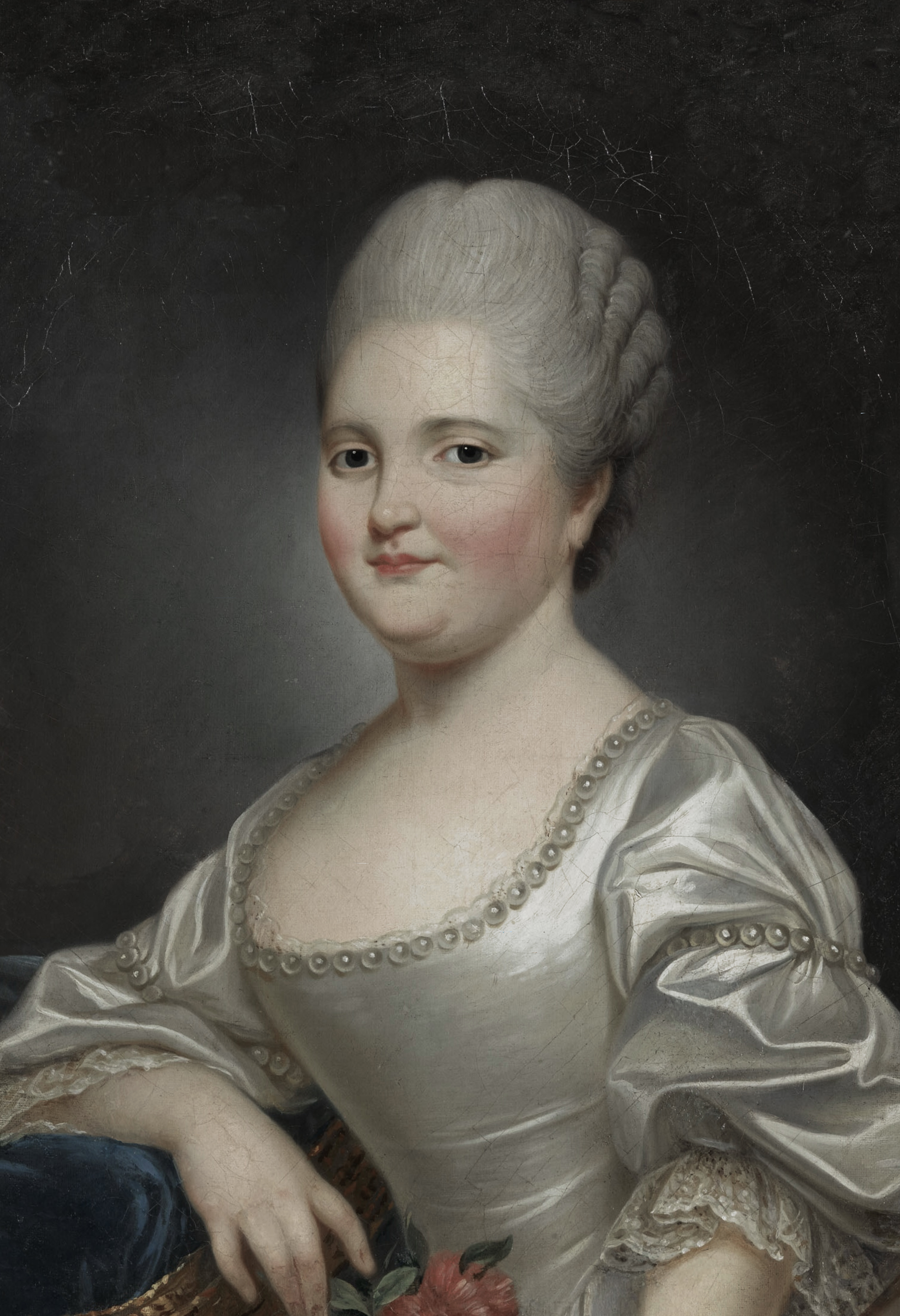
Maria Clotilde di Borbone-Francia

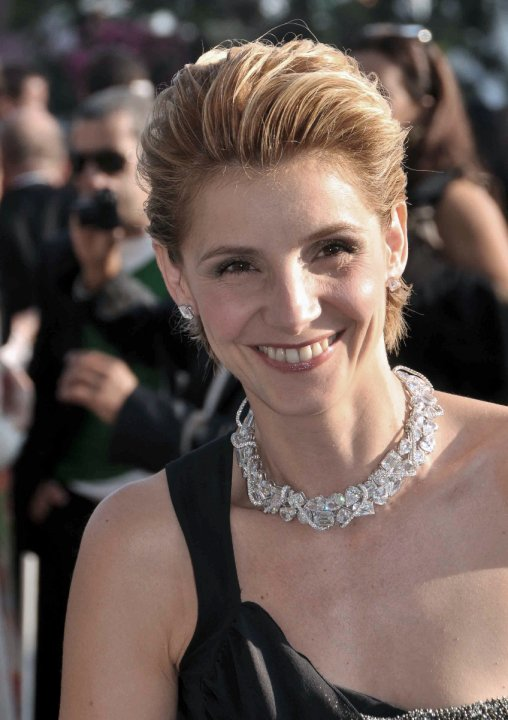
Clotilde Courau

- Clotilde, regina dei Franchi e santa
- Clotilde Courau, attrice francese
- Maria Clotilde di Borbone-Francia, conosciuta come Madame Clotilde, regina di Sardegna, moglie di Carlo Emanuele IV di Savoia
- Clotilde di Sassonia-Coburgo-Kohary, moglie di Giuseppe Carlo Luigi d'Asburgo-Lorena
- Maria Clotilde di Savoia, figlia di Vittorio Emanuele II d'Italia e moglie di Napoleone Giuseppe Carlo Paolo Bonaparte
- Clotilde Fasolis, sciatrice alpina italiana
- Clotilde Hesme, attrice e modella francese
- Clotilde Marghieri, scrittrice italiana
- Clotilde Micheli, religiosa italiana
- Clotilde Sabatino, attrice italiana
- Clotilde Tambroni, filologa, linguista e poetessa italiana
- Maria Clotilde Troili, vero nome di Jenny Luna, cantante italiana

## Il nome nelle arti
- Clotilde è uno dei personaggi dell'opera di Vincenzo Bellini Norma.
- Clotilde è un'opera di Carlo Coccia su libretto di Gaetano Rossi rappresentata per la prima nel 1815.
- Il destino si chiama Clotilde, secondo romanzo del giornalista e scrittore italiano Giovannino Guareschi.